# Jean Volpert
Jean Volpert, né le 8 août 1903 à Arras (Pas-de-Calais) et mort le 23 décembre 1991 à Paris,, est un militaire français.

## Distinctions
- Officier de la Légion d'honneur